# 3807 Pagels
3807 Pagels eller 1981 SE1 är en asteroid i huvudbältet som upptäcktes den 26 september 1981 av de båda amerikanska astronomerna Norman G. Thomas och Brian A. Skiff vid Anderson Mesa Station. Den är uppkallad efter den amerikanske fysikern Heinz R. Pagels.
Asteroiden har en diameter på ungefär 5 kilometer och den tillhör asteroidgruppen Flora.